# THY1
THY1 (англ. Thy-1 cell surface antigen) або CD90 (Cluster of Differentiation 90) – білок, який кодується однойменним геном, розташованим у людей на короткому плечі 11-ї хромосоми. Довжина поліпептидного ланцюга білка становить 161 амінокислот, а молекулярна маса — 17 935.
| 10         |  | 20         |  | 30         |  | 40         |  | 50         |
| ---------- |  | ---------- |  | ---------- |  | ---------- |  | ---------- |
| MNLAISIALL |  | LTVLQVSRGQ |  | KVTSLTACLV |  | DQSLRLDCRH |  | ENTSSSPIQY |
| EFSLTRETKK |  | HVLFGTVGVP |  | EHTYRSRTNF |  | TSKYNMKVLY |  | LSAFTSKDEG |
| TYTCALHHSG |  | HSPPISSQNV |  | TVLRDKLVKC |  | EGISLLAQNT |  | SWLLLLLLSL |
| SLLQATDFMS |  | L          |  |            |  |            |  |            |

A: Аланін

C: Цистеїн

D: Аспарагінова кислота

E: Глутамінова кислота

F: Фенілаланін

G: Гліцин

H: Гістидин

I: Ізолейцин

K: Лізин

L: Лейцин

M: Метіонін

N: Аспарагін

P: Пролін

Q: Глутамін

R: Аргінін

S: Серин

T: Треонін

V: Валін

W: Триптофан

Кодований геном білок за функцією належить до фосфопротеїнів. 
Локалізований у клітинній мембрані, мембрані.